# Бом (аббатство)
Бом (фр. Baume), полное название Сен-Пьер-де-Бом-ле-Месьё (фр. Saint-Pierre de Baume-les-Messieurs) — бывшее бенедиктинское аббатство во Франш-Конте, в департаменте Юра. Находится в небольшой деревне Бом-ле-Месьё в живописной долине верхнего течения реки Дард.

## История

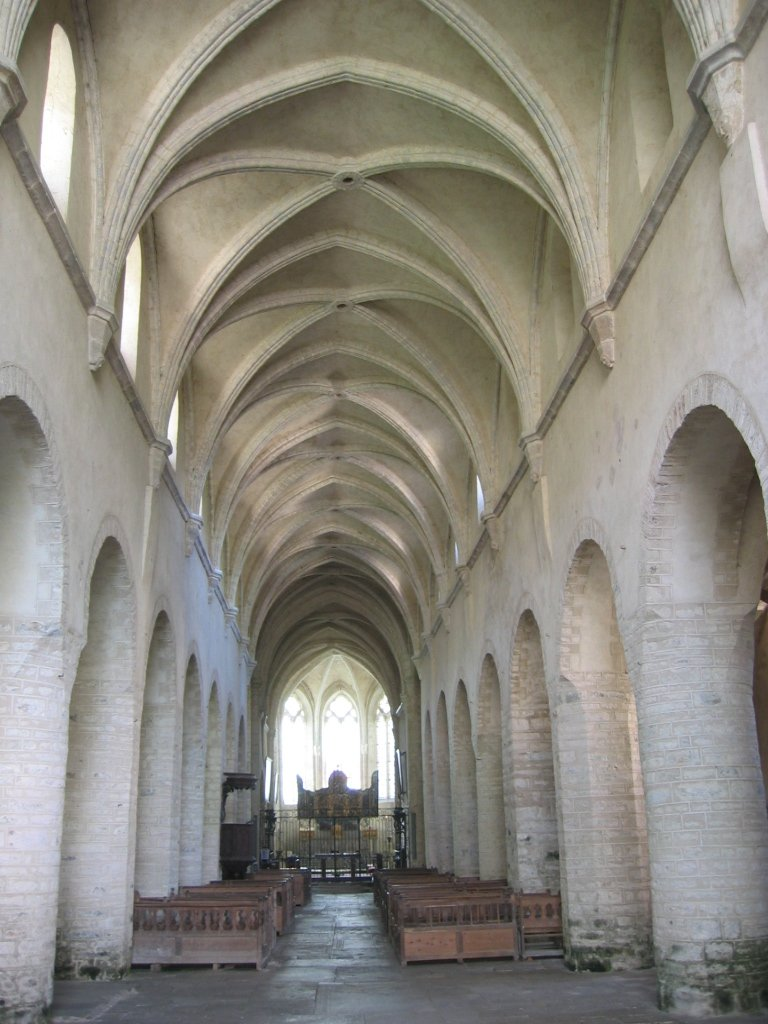
Интерьер церкви

Точная дата основания монастыря неизвестна. Традиция возводит первый монастырь к VI веку и к святым Колумбану и Лотану. Достоверно история аббатства прослеживается с конца IX века, когда оно было полностью реформировано святым Берноном и стало именоваться в честь апостола Петра.
В 909 году шесть монахов из аббатства Бом во главе с Берноном и шесть монахов из аббатства Жиньи основали монастырь Клюни, который впоследствии превратился в один из самых больших и влиятельных монастырей средневековой Европы. После возвышения Клюни Бом приобрёл подчинённое к нему положение, в 1147 году монастырь принял клюнийскую реформу, вошёл в клюнийскую конгрегацию, которую в то время возглавлял аббат Клюни Пётр Достопочтенный.
В XII веке получил определённую автономию и статус имперского аббатства от императора Фридриха Барбароссы.
Впоследствии монастырь постепенно клонился к закату и был закрыт после Великой французской революции. В 1849 году благодаря деятельности Проспера Мериме сохранившиеся здания монастыря были включены в список памятников исторического наследия и сохранены от полного разрушения.

## Архитектура и современное состояние

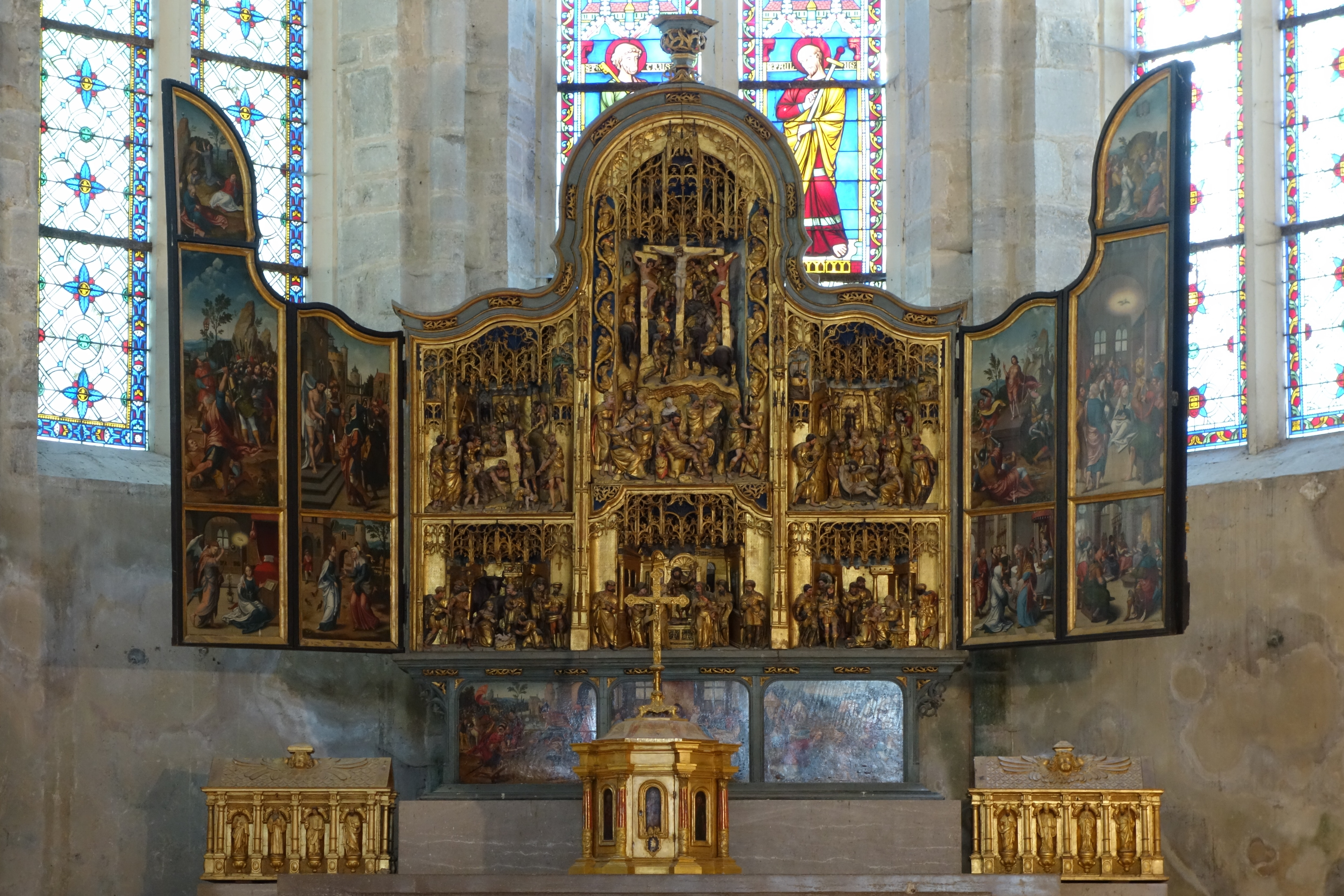
Фламандское ретабло

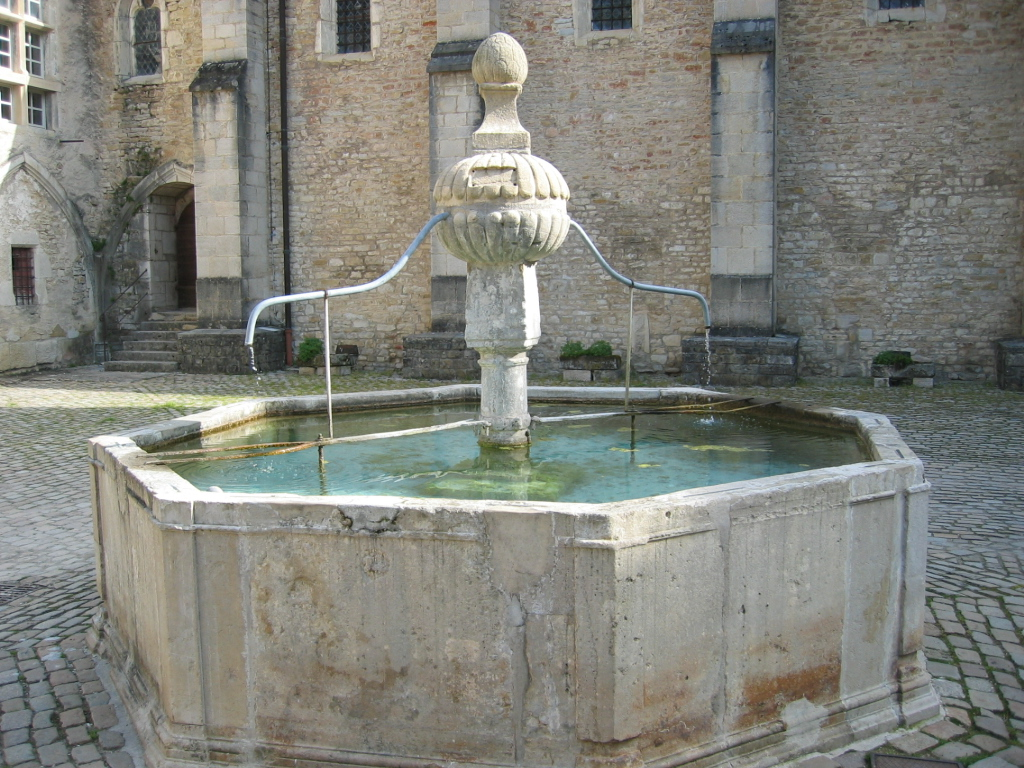
Фонтан в бывшем клуатре

Аббатство и церковь претерпели множество перестроек и реконструкций на протяжении веков, особенно сильно здания монастыря перестраивались после пожаров, случавшихся в 1336, 1520 и 1560 годах. Церковь аббатства была постепенно перестроена в готическом стиле в XII—XIII веках, фасад построен в XV веке. В главном нефе церкви сохранилось около 40 монашеских могильных камней. Клуатр монастыря был уничтожен после закрытия монастыря, но сохранился старинный фонтан, некогда стоявший в его центре. Помимо церкви в архитектурный комплекс аббатства входят резиденция аббата и жилые корпуса монахов.
В настоящее время аббатство превращено в музей. Главной культурной ценностью служит выставленное в монастырской церкви фламандское ретабло-триптих, подаренное аббатству Бом городом Гентом в 1525 году. Ретабло имеет 3 метра в высоту и 5,6 метра в ширину, состоит из 25 дубовых досок и украшено живописными (на боковых панелях) и резными (на центральной) изображениями со сценами из жизни Христа. Ретабло признано шедевром фламандского искусства.